# 병맛 만화
병맛 만화는 병맛을 주제로 하는 만화를 가리키는 말이다. 병맛 만화는 일반적인 만화 형식과 기법을 따르지 않고 어설픈 낙서와 그림, 정상적이지 않은 스토리텔링, 비상식적인 구성이 특징이다. 최초의 병맛 만화는 '무악공고'를 필두로 한 유저들이 활동한 디시인사이드의 카툰-연재 갤러리에서 탄생한 것으로 보고 있으며, 이말년, 조석 (만화가) 등 병맛을 주제로 잡아 성공한 작가들도 있다.

## 역사
디시인사이드의 카툰-연재 갤러리에서 무악공고의 만화에서 '병맛'이라는 용어가 최초로 탄생한 것으로 간주하고 있다. 병맛 만화로 인기를 얻은 만화가로는 주인공 '김탁봉'의 황당한 행각을 만화로 담아 올린 '탁탁탁하다오줌싼놈', 등을 들 수 있다.

## 특징
병맛 만화의 가장 두드러진 특징은 일명 '발로 그린 듯한' 조악한 그림체이다. 병맛 만화는 대부분 마이크로소프트 윈도우의 그림판을 통해서 주로 그려지기 때문에 상업 만화에 비해 그림의 질이 좋지 못한 편이다. 또한, 병맛 만화의 주제와 형식도 일반적인 만화의 그것과 동떨어져 있어, 기승전결의 이야기 전개를 따르지 않고 앞뒤가 맞지 않는 대사, 뜬금없는 삽화의 인용 등을 활용해 만화를 통해 '병맛'을 구현해내는 것이 보통이다. 하지만 요즘에는 네이버 웹툰의 'SM 플레이어'와 같이 그림체와 앞뒤가 맞는 대사, 설정 안에 위치해 있는 적절한 반전구도등을 구현해 냈지만, 기승전결의 '기'부분에 해당하는 '설정'자체를 안드로메다로 날려버리는 새로운 방식의 병맛 만화들도 등장하고 있는 추세이다.

## 같이 보기
- 병맛
- 막장 드라마